# الحرب الأهلية الماريانية

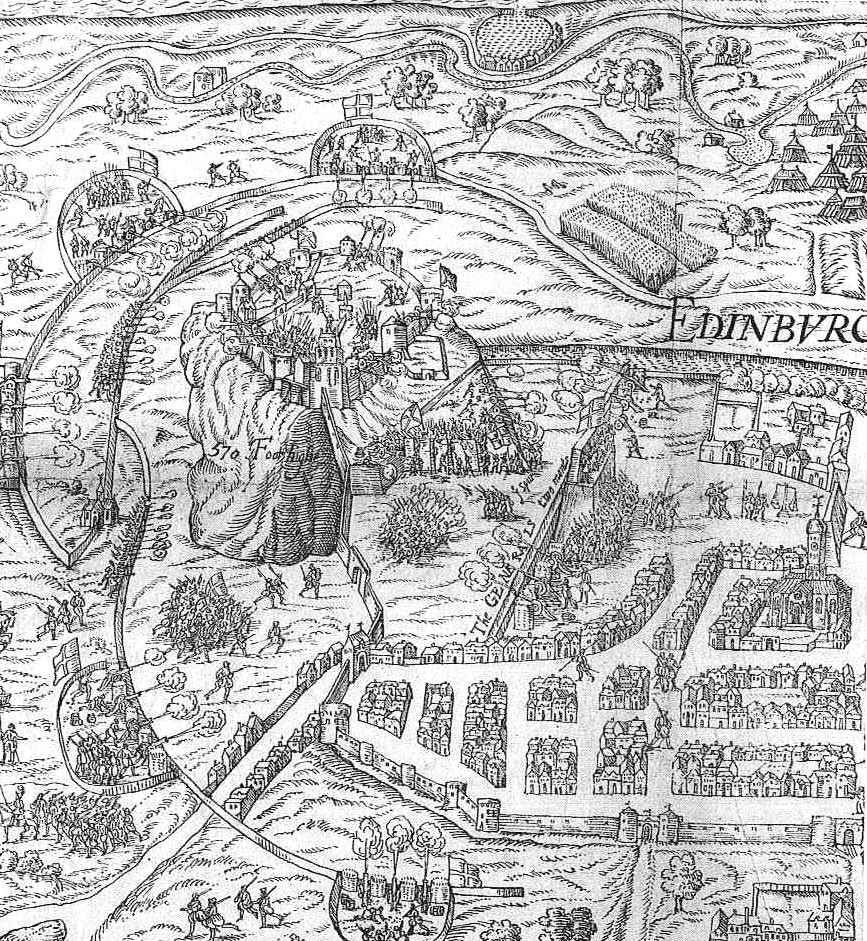
رسم توضيحي معاصر لـ "Lang Siege" في إدنبرة، مايو 1573

كانت الحرب الأهلية الماريانية في اسكتلندا (بين عامي 1568 و1573) فترة صراع تبع تنازل ماري ملكة اسكتلندا عن عرشها، وهروبها من قلعة بحيرة ليفين في مايو 1568. حارب الحاكمون باسم ابنها الرضيع جيمس السادس مؤيدي الملكة المنفية إلى إنكلترا. أصبحت قلعة إدنبرة التي شكلت حامية باسمها مركز الصراع ولم تستسلم حتى تدخلت بريطانيا في مايو 1573. سمي الصراع عام 1570 «حرب أحشاء الكومنولث» وسميت الفترة بعد ذلك بمدة وجيزة «حرب أحشاء تحركها التساؤلات ضد السلطة».

## رجال الملكة ورجال الملك
حظي أنصار الملكة ماري بدعم عالمي شعبي لما كان يُنظر إليه على أنه قضية عادلة لأنصار حاكم مخلوع ظلمًا. ادعى حزب الملك أن قضيتهم حرب من أجل الدين كما في فرنسا وأنهم يحاربون من أجل القضية البروتستانتية. هربت ماري من سجنها في قلعة بحيرة ليفين لتنضم إلى أنصارها غرب اسكتلندا، لكنهم هزموا في معركة لانغسايد من قبل أخيها غير الشقيق جميس ستيوارت، إيرل موراي الأول. وذهبت ماري إلى إنكلترا.
كان إيرل موراي وصيًا على عرش اسكتلندا وحكم من خلال مجلس الوصاية. اعتمدت ماري على دعم عائلة هاميلتون في لانغسايد وحددت الخلافات القائمة مع عائلة هاميلتون من سينضم إليها. اعترض أنصار الملكة الآخرون على أن يكون موراي حاكمًا.

## تحرك وصي العرش موراي غربًا وشمالًا
تحرك موراي ضد أنصار الملكة ماري في قاعدة قوتهم الشمالية الغربية في حملة عسكرية في يونيو 1568 أطلق عليها «غارة دمفرايز» أو «غارة هودوم». سار جيش وصي العرش مع المدفعية الملكية نحو بيغار حيث أُمر حلفاؤه بالاحتشاد في 10 يونيو ثم توجه نحو دمفرايز. كانت بيغار موطن اللورد فليمينغ الذي كان يقاتل بالنيابة عن ماري. كان جيش الملك محميًا من قبل فريق استطلاع يقوده أليكساندر هيوم من ماندرستون، قاد المقدمة إيرل مورتون ولورد هيوم. وتبعته «العربة» وهي قافلة المدفعية التي يتبعها موراي. تبع ذلك كله ليرد سيسبورد وأحاطت بالجيش فرق الاستطلاع التابعة لليرد ميرس وليرد بيكلو. 
استولى موراي في أثناء مسيره على قلاع لأنصار ماري من بينها قصر بوغهول التابع للورد فليمينغ بالإضافة إلى قصر سكيرلينغ وقصر كروفورد وقصر سانكوار وقصر كينميور وقصر هودوم حيث نشر المدافع، وآنان حيث التقى باللورد سكروب قائد قلعة كارلايل لمناقشة شؤون الحدود. قدر سكورب حجم جيش الوصي على العرش بنحو 6000 رجل. عاد بعدها إلى كارلايل حيث رأى خدم الملكة ماري يلعبون كرة القدم في 14 يونيو. استولى موراي بعدها على قصر لوكمابين الذي تُرك ليرد درملانريغ لحمايته وسيطر بعدها على لوكوود ولوكهاوس قبل أن يعود إلى إدنبرة عن طريق بيبلز. استسلم عدد من أنصار اللورد ماكسويل في دمفرايز. كان موراي مسؤولًا عن تدمير قلعة روثيرغلين التي أُحرقت بالكامل عام 1569 ردًا على دعم عائلة هاميلتون لماري في لانغسايد.
اتجه موراي شمالًا في يونيو عام 1569 إلى بيرتشن حيث قبل عددًا من الرهائن الذين أرسلهم إيرل هنتلي ثم اتجه إلى أبردين حيث عقد مشاورات مع هنتلي. التقى موراي في إنفرنيس في 4 يونيو 1569 بقادة قبائل الجزر والمرتفعات بالإضافة إلى إيرل كيثنيس وإيرل سوذرلاند ولورد لوفات. قال سكرتيره جون وود «قلما شوهدت قوة كهذه مجتمعة هناك». كتب موراي أن «الرحلة تهدف إلى إخماد المشاكل في الشمال».

## رجال الملكة في دمبارتون
كانت قلعة دمبارتون بحوزة أنصار الملكة المنفية، وهي حصن وميناء يشرف على نهر كلايد. احتفظ اللورد فليمينغ بالقلعة للملكة ماري بمساعدة «رجال الملكة» الآخرين ومن بينهم قريبه قائد بيغار ولورد سيمبيل الذين زودا القلعة بمؤن من المناطق الريفية المجاورة. سرت شائعات مفادها أن الدعم المسلح لماري سيحط فيها. وسمع وليام دروري مارشال بيرويك في ديسمبر  1569 أن دوق ألبا الإسباني سيرسل قوات إلى هناك من فلاندرز. أعلن وصي العرش موراي أنه سيجرب كل الوسائل للاستيلاء على القلعة وأنه كان قادرًا على أخذها في مايو 1569 لو تمكن من تسيير جيشه غربًا آنذاك.
لم تأت القوات الإسبانية، لكن «رجال الملك» لم يستولوا على قلعة دمبارتون حتى أبريل عام 1571. روى جورج بيوكانا -المؤرخ المعاصر والمناظر لصالح حزب الملك- قصة سقوط دمبارتون. بحسب روايته، انشق أحد جنود الحامية بعد أن أمر لورد فليمينغ بجلد زوجته بتهمة السرقة. التقى المنشق بروبرت دوغلاس -أحد أقرباء وصي العرش لينوكس- وجون كونينغهام من درمكوهاسل وناقش معهما طرق الاستيلاء على القلعة. وعد المنشق بالاستيلاء على القلعة بمجموعة صغيرة من الجنود. يروي سجل الأحداث «تاريخ الملك جيمس السادس» هذا الجزء من القصة بشكل مختلف إذ يقول إن دوغلاس ودرمكوهاسل قاما بتجنيد عضو الحامية السابق الذي كان اسمه روبيسون.
تبنى المجلس الخاص لوصي العرش خطة هجوم صغير النطاق يقوده توماس كروفورد من جوردانهيل وحدد موعد الهجوم ليكون في 1 أبريل. لم يبلغ كروفورد رجاله بأهدافهم إلا في الليلة التي سبقت الهجوم في تلة دمبك التي تبعد ميلًا عن دمبارتون.
سار كروفورد نحو القصر قبل شروق الشمس ليواجه أول عائقٍ تمثل بالجسر المحطم والرعب الذي سببه منظر الوهج المستنقعي. على الرغم من أن الضباب ساعدهم، لم تكن سلالم التسلق خاصتهم عملية. كانت الأمور تسير على نحو جيد حين تجمد أحد الجنود على السلم ما اضطرهم إلى ربطه إلى السلم ليتمكن الآخرون من المرور. كان ألكسندر رامزي أول عابري الجدار الداخلي في قمة التلة. رصده ثلاثة من حراس الحامية مع رفيقيه وبدؤوا برشقهم بالحجارة لكن ألكسندر تمكن من قتلهم. انهار الجدار القديم خلف ألكسندر ما سمح لبقية رجال الملك بالدخول. وفقًا لبيوكانان، صاحوا «دارنلي، دارنلي» وتبعثرت الحامية. هرب لورد فليمينغ لكن جون فليمينغ وقائد بوغهول (أو بيغار) وجون هاملتون ومطران كنيسة القديس أندراوس وفيراك، دبلوماسي فرنسي وصل محملًا بالذخيرة، وأليكسندر سيد ليفينغستون بالإضافة إلى رجل إنكليزي اسمه جونسون وقعوا في الأسر. ثم جاء وصي العرش لينوكس ليرى القلعة. وأُطلق سراح فيراك والرجل الإنكليزي وسُجن فليمينغ من بوغهول بينما أُخذ المطران إلى ستيرلينغ حيث أعدم شنقًا.
في سبتمبر 1571 أخذت المدافع من دمبارتون إلى إدنبرة لتستخدم ضد رجال الملكة الذين بنوا تحصينات عبر الشارع الرئيسي هناك وسيطروا على قلعة إدنبرة باسم الملكة المخلوعة.

## الحرب تزور إدنبرة
سُلمت قلعة إدنبرة في البداية من قبل قائدها جيمس بالفور إلى وصي العرش موراي الذي عين السير وليام كيركالدي من غرانج حاميًا لها. كان غرانج ملازمًا موثوقًا به من قبل وصي العرش لكن ولاءه لقضية الملك تزعزع بعد اغتيال موراي في يناير 1570. انضم غرانج للطرف الآخر بعد الاستيلاء على قلعة دمبارتون من قبل رجال الملك في أبريل 1571 واحتل القلعة والبلدة باسم الملكة ماري ضد وصي العرش الجديد إيرل لينوكس. تبع ذلك ما أصبح يعرف باسم «حصار لانغ» من كلمة اسكتلندية بمعنى «طويل». بدأت الأعمال العدائية في نهاية أبريل بعد ألقى غرانج القبض على عمدة إدنبرة جيمس ماكغيل من نيذر رانكيلور. أطلق على هذه الفترة اسم «الحرب بين ليث وإدنبرة» وذلك لأن إيرل مورتون وجيش الملك تمركزوا في ليث.